# Zagorica pri Dobrniču
Zagorica pri Dobrniču este o localitate din comuna Trebnje, Slovenia, cu o populație de 64 de locuitori.